# Empoasca baohaiensis
Empoasca baohaiensis är en insektsart som beskrevs av Irena Dworakowska 1972. Empoasca baohaiensis ingår i släktet Empoasca och familjen dvärgstritar.
Artens utbredningsområde är Vietnam. Inga underarter finns listade i Catalogue of Life.